# Nevicia imitans
Nevicia imitans (лат.) — вид вымерших насекомых семейства Maguviopseidae (Prosboloidea) из подотряда цикадовых отряда полужесткокрылых. Единственный вид в составе рода Nevicia. Древнейшие находки происходят из триаса Азии (Мадиген, Кыргызстан).

## Описание
Длина от 5,9 до 6,7 мм. Жилка R разветвлена позади 1/2 длины тегмена. Жилка M от трёх- до пятиветвистой. Костальное пространство шире, чем медиальное поле; поверхность мелко пунктирована. Тегмен узкий и плоский. Базальная ячейка отчётливая. Вид был впервые описан по отпечаткам в 2011 году российским палеоэнтомологом Дмитрием Щербаковым (Палеонтологический институт РАН, Москва, Россия). Среди сестринских таксонов: †Falcarta, Cuanoma, Fasolinka, Krendelia, Maguviopsis, Asiocula, Nonescyta, Phyllotexta, Sacvoyagea, Sitechka.